# Collégiale Notre-Dame de Thouars
La collégiale Notre-Dame de Thouars est une chapelle et ancienne collégiale catholique située à Thouars, dans les Deux-Sèvres, en France. Attenante au château des ducs de La Trémoille, elle servait autrefois de chapelle seigneuriale et d'église collégiale. Elle est désormais propriété de la Fraternité sacerdotale Saint-Pie-X.
L'édifice, de style gothique/Renaissance, est construit entre 1499 et 1515 sur commande de la maison de La Trémoille. Un caveau familial abrite les sépultures de plusieurs membres de cette famille thouarsaise.
La chapelle fait l'objet d'un classement au titre des monuments historiques depuis 1840.

## Localisation
L'église collégiale Notre-Dame est située à Thouars, dans le département français des Deux-Sèvres. Localisée un peu en dehors de l'actuel centre ancien, elle est attenante au château des ducs de La Trémoille et surplombe la vallée du Thouet.

## Historique

### Construction
À l'emplacement ou à proximité de l'actuelle chapelle figure au moment de la construction une église paroissiale appelée église Notre-Dame. Réputée très ancienne, elle aurait eu une importance particulière au cours du XVe siècle. Cependant, au lancement du projet, elle aurait été très mauvais état, selon une bulle pontificale postérieure de 1516, nécessitant d'importantes réparations.  
Le projet de la collégiale Notre-Dame est lancé, à la toute fin du XVe siècle. Louis II de La Trémoille et son épouse Gabrielle de Bourbon, proches du roi de France et résidents de la vicomté de Thouars à partir de 1487, en sont les commanditaires. L'initiative serait venue principalement de Gabrielle de Bourbon, inspirée par les réalisations semblables d'autres membres de sa famille. Elle fait cependant face à l'opposition du clergé local, plutôt partisan d'une réfection de l'église existante, indiquant qu'elle n'est peut-être pas en si mauvais état que le prétend la bulle.
Les travaux de construction de la collégiale sont mentionnés pour la première fois en mai 1499. En 1500 et 1501, les archives permettent d'attester de paiements réguliers des deux commanditaires. Les comptes s'arrêtent ensuite jusqu'en 1503, sans que le chantier ne soit mis en pause, car à la fin de l'année 1504 les sources le décrivent comme assez avancé. Une à plusieurs dizaines de maçons et manœuvres se relaient sur place, ainsi que plusieurs architectes,. Julien Noblet écrit que « l'essentiel du gros œuvre était achevé en 1507 » avant les finitions, mais que d'autres campagnes de travaux ont eu lieu entre 1513 et 1515, année d'achèvement de l'édifice. Les vitraux sont eux posés en 1509. L'église est utilisable dès 1512.
En 1519, alors que la construction est terminée, Louis passe un contrat avec un artisan de Grenoble pour la fabrication de tombeaux de pierre destinés à abriter les sépultures des membres de la famille de La Trémoille.
L'engagement des deux époux dans le chantier est inégal : Louis étant affairé à la cour du roi de France, c'est Gabrielle qui dirige les travaux, passe les commandes et s'entretient avec le clergé local, tandis que son mari utilise ses contacts au Saint-Siège pour faire approuver la construction. 

### Usage religieux
Dès le 25 mars 1509, Gabrielle de Bourbon forme un collège ou chapitre de chanoines, faisant de l'édifice une église collégiale.  
Dès 1511, Louis commence à négocier avec le Saint-Siège mais c'est seulement après la bataille de Marignan qu'il rencontre le roi et le pape à Bologne, ce qui fait avancer les tractations. En 1515, le pape Léon X attribue à l'église Notre-Dame des indulgences et en fait une sainte chapelle, car elle abrite une relique de la Vraie Croix,. Cette relique a été rapportée de Rome en 1506 par le cardinal Jean-François de La Trémoille qui l'a offerte à la collégiale. 
Dès lors, c'est l'église Saint-Martin de Thouars qui a la charge du service paroissial, probablement le temps des travaux selon Grégory Vouhé puisqu'une porte est déjà bâtie en 1515 pour permettre aux fidèles d'accéder à la basse église. En 1595, la collégiale Notre-Dame redevient ainsi église paroissiale. Vers la fin du XVIe siècle également, une flèche est installée qui surmonte l'édifice.
Des travaux de rénovations sont mentionnés au cours des années 1640, après qu'Henri Ier de La Trémoille a abjuré le protestantisme et accepté de se convertir. Sa conversion est suivie de dons généreux aux différentes œuvres catholiques de la région, dont la chapelle du château. 
Lors de la Révolution française, Thouars se soulève et les insurgés s'en prennent aux symboles aristocratiques, tels que le château et sa chapelle. Elle est endommagée, notamment au niveau des vitraux, cassés. Quelques années plus tard en 1793, alors que la guerre de Vendée fait rage, la relique de la Vraie Croix est volée par les Vendéens et les gisants des La Trémoille détruits,. La chapelle et le château deviennent également des biens nationaux.

### Classement et rachat par la famille de La Trémoïlle
En 1840, alors qu'un projet de destruction de la chapelle est envisagé, il est annulé. L'édifice est classé au titre des monuments historiques la même année,,. Pierre-Théophile Segretain fait mention dans une lettre de 1850 adressée au maire de Thouars de son intérêt pour le château et sa chapelle. 
Alors que des travaux sont envisagés en 1867 et un devis établi, un projet de vente est en préparation par les services de la ville, sous la forte pression du duc Louis de La Trémoïlle. Ainsi, en 1873, la municipalité revend la chapelle pour 50 000 francs à l'héritier de la maison de La Trémoille après d'intenses échanges écrits, avec le soutien de la préfecture mais l'opposition d'une partie du conseil municipal. Le nouveau propriétaire fait restaurer le bâtiment de 1874 à 1884. Il fait appel à l'architecte Juste Lisch qui estime le coût des travaux à plus de 110 000 francs. 80 000 sont déboursés par le duc et le ministère de l'Intérieur accepte de financer les 30 000 francs restants.
Inutilisé, le lieu devient tour à tour un hôpital de campagne en 1914, un lieu d'hébergement de prisonniers de guerre en 1940, ainsi qu'un garage à vélos pour les élèves du collège du Château dans les années 1950 et 1960. En 1944, elle est à nouveau endommagée lorsque les Allemands, en pleine retraite, font exploser les ponts de Thouars.
Transmise au sein de la famille La Trémoille jusqu'à leur descendant, le prince de Ligne, la chapelle est revendue en 1986 à la Fraternité sacerdotale Saint-Pie-X, une organisation catholique intégriste, qui la rouvre aux fidèles en tant que lieu de culte traditionaliste. Bien que propriété privée, des visites sont organisées régulièrement.

## Architecture et organisation
L'église collégiale Notre-Dame de Thouars est considérée par Jean Guillaume comme « l'édifice le plus novateur qui ait été construit en Poitou dans les quinze premières années du XVIe siècle ». 
L'église est bâtie sur trois niveaux. La chapelle haute comporte une nef couverte d'ogives, elle est reliée au château des ducs de La Trémoille — alors encore sous sa forme médiévale — par la « porte du seigneur », richement décorée. Il s'agit de la chapelle seigneuriale des vicomtes et de leur famille. La chapelle basse ou crypte se situe à l'étage immédiatement inférieur, sous les travées de l'édifice. Elle est destinée à accueillir les paroissiens, qui y accédaient à l'origine par le coteau. La crypte, elle, donne accès à un caveau souterrain abritant les sépultures de plusieurs membres de la maison La Trémoille, détruites lors de la Révolution française. Enfin, le confessionnal et les fonts baptismaux se trouvent dans la travée nord-ouest de la haute chapelle.  Un caveau extérieur est adossé à la façade nord de la chapelle.
La chapelle comporte trois nefs comptant chacune 5 travées. Le chevet est plat et la collégiale ne comporte pas de transept. Le bâtiment est également réputé pour sa façade monumentale au portail unique, surmonté d'une « baie en arc brisé ». Élément original pour l'époque, la baie, élancée vers le haut, associe sans discontinuité le portail et une grande fenêtre. Cette baie est dominée par une loggia donnant sur la vallée du Thouet, en direction de l'ouest (vers Saint-Jacques-de-Thouars), élément architectural unique en France. Encore au-dessus, le pignon est pointu et encadré de deux clochetons. 
Les vitraux d'origine sont endommagés lors de la Révolution française. Ceux installés pour les remplacer sont détruits en 1944 par les bombardements allemands, puis de nouveaux vitraux sont réalisés en 1957 par le maître verrier Max Ingrand. Deux travées au sud n'ont ni fenêtres ni vitraux — elles sont dites « aveugles » — car elles sont attenantes au mur du château.
L'édifice est construit en utilisant plusieurs types de pierres, principalement extraites localement, parmi lesquelles du tuffeau léger de Tourtenay, de la pierre marbrière de Sainte-Verge et de la pierre de Loudun pour la statuaire.
Le style général de l'église collégiale suit les « canons de l'art gothique flamboyant » mais intègre des influences Renaissance. C'est essentiellement la partie basse de l'édifice qui adopte le style gothique, tandis que la partie supérieure est de style Renaissance. Jean Guillaume note le « puissant mouvement vertical » qui anime la façade, du portail au pignon, et participe à façonner le style novateur du bâtiment. Il considère Thouars comme le premier foyer d'italianisme en Poitou, en particulier du fait de cette collégiale.

## Historiographie
L'église collégiale est très tôt étudiée en tant qu'exemple de l'architecture du début du XVIe siècle. Selon Grégory Vouhé, l'historien local Alexis-jean Drouyneau de Brie est le premier à en faire mention dans ses Mémoires historiques de la ville de Thouars, en 1740, en retraçant l'histoire de son édification. D'autres historiens et érudits suivent au XIXe siècle, notamment Hugues Imbert et Léon Palustre. 
Plus récemment, les chercheurs en histoire Jean Guillaume et Laurent Vissière ont étudié la collégiale devenue chapelle. Un débat subsiste sur l'emplacement de l'église Saint-Martin. En relisant les travaux de Drouyneau de Brie, Vissière suppose que cette église se situait en réalité sous la collégiale et qu'elle était troglodytique, à flanc de falaise, constituant la chapelle basse de Notre-Dame. C'est aussi ce qu'écrit Jean Guillaume en 2001. Cependant, l'historien Grégory Vouhé critique cette hypothèse et affirme qu'elle se fonde sur une mauvaise lecture de Drouyneau de Brie. Il relève qu'au moins une procession a été organisée de la collégiale à l'église Saint-Martin, ce qui accrédite la thèse de deux édifices distincts. En étudiant des sources récentes, il localise l'église Saint-Martin plus au sud. 
Il est également difficile de déterminer si l'ancienne église Notre-Dame était située à l'emplacement exact de l'actuelle chapelle ou si elle empiétait seulement dessus, ainsi que si elle a été conservée comme fondation pour bâtir la collégiale ou si elle elle a été détruite et certains de ses matériaux réutilisés. L'historien Grégory Vouhé considère la seconde hypothèse comme plus probable dans les deux cas, compte tenu des sources disponibles. 

## Galerie

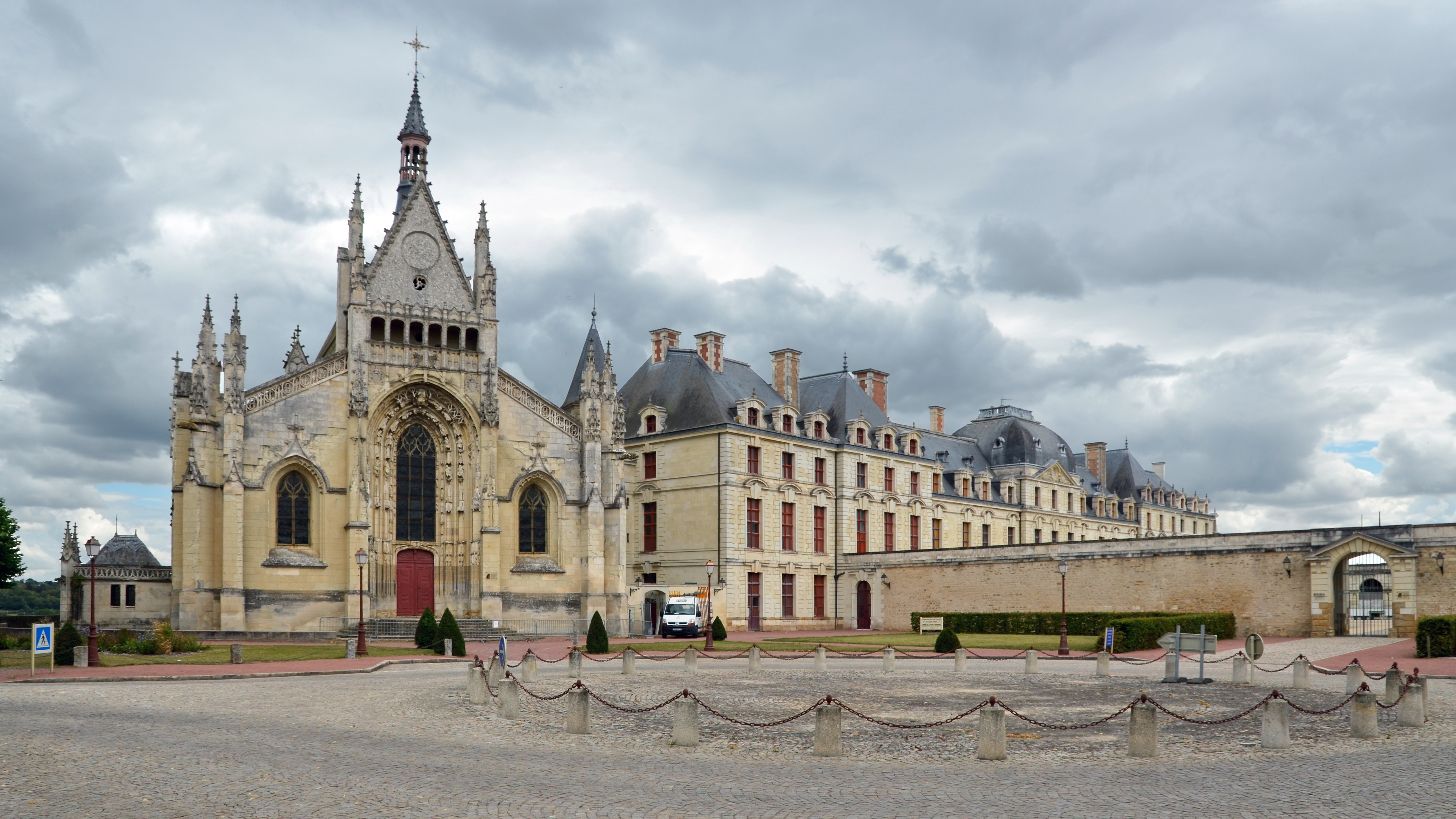
Vue de la collégiale et du pavillon nord du château des La Trémoille.
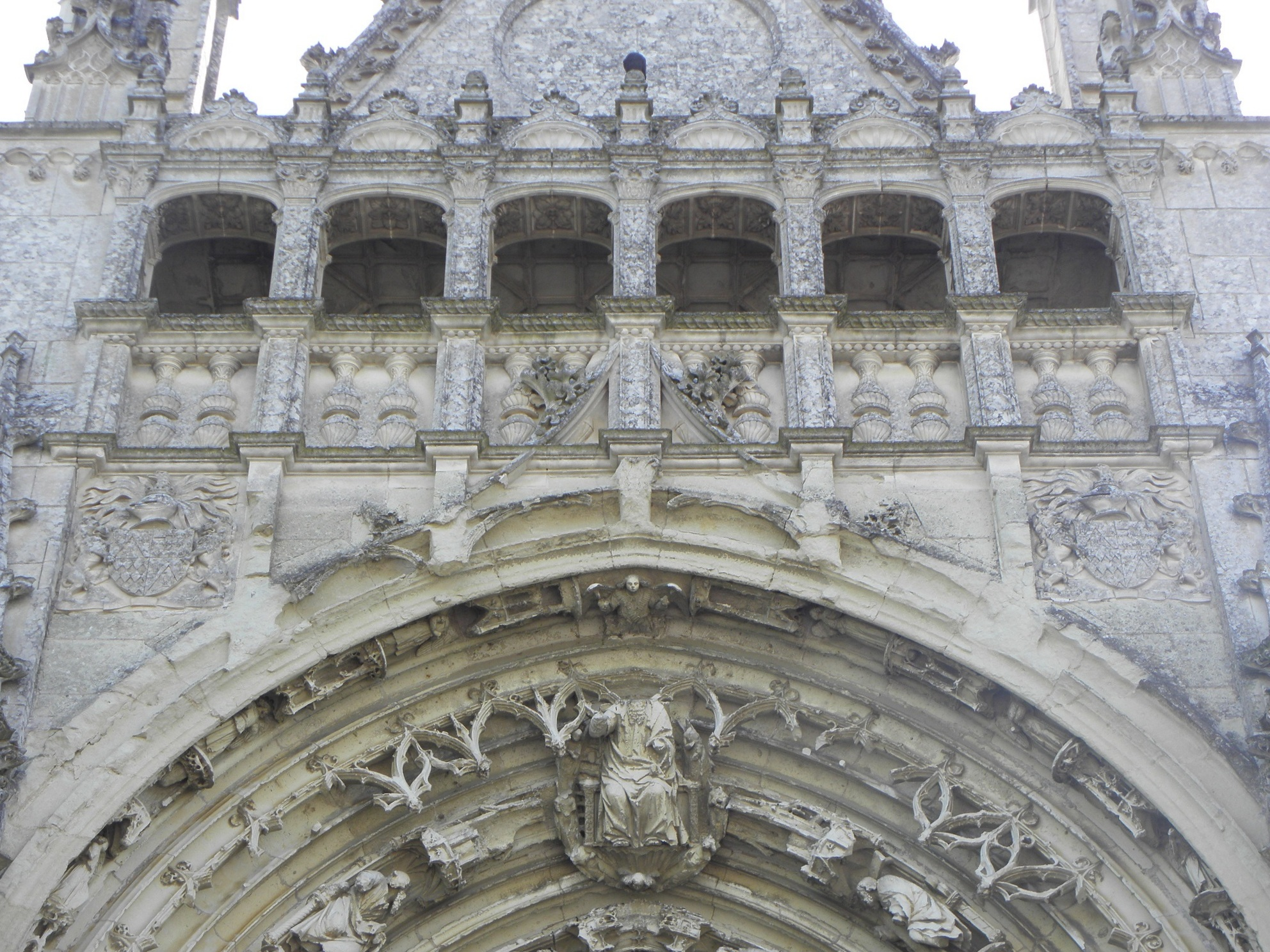
La loggia de la chapelle
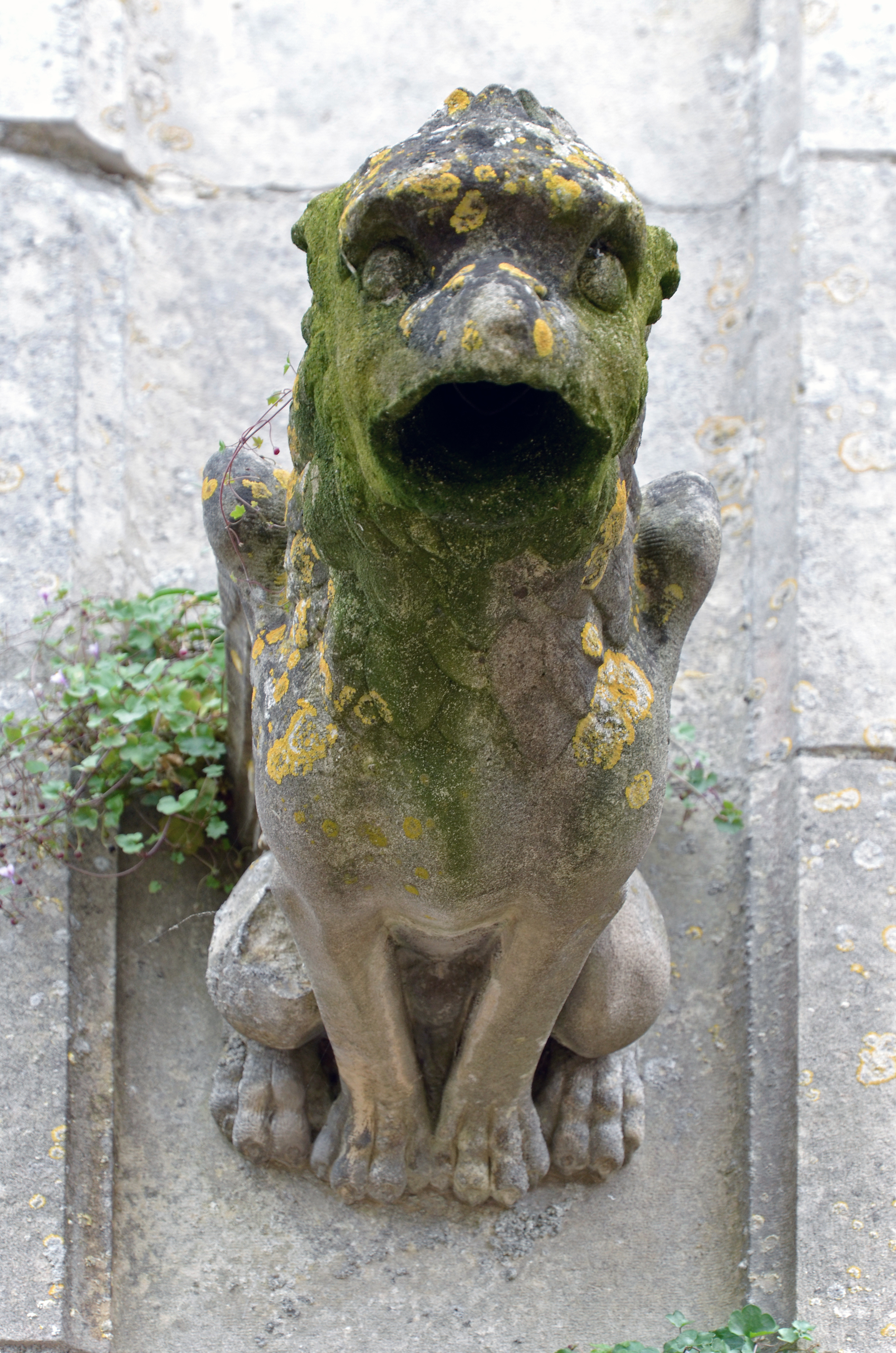
Gargouille installée sur l'une des façades
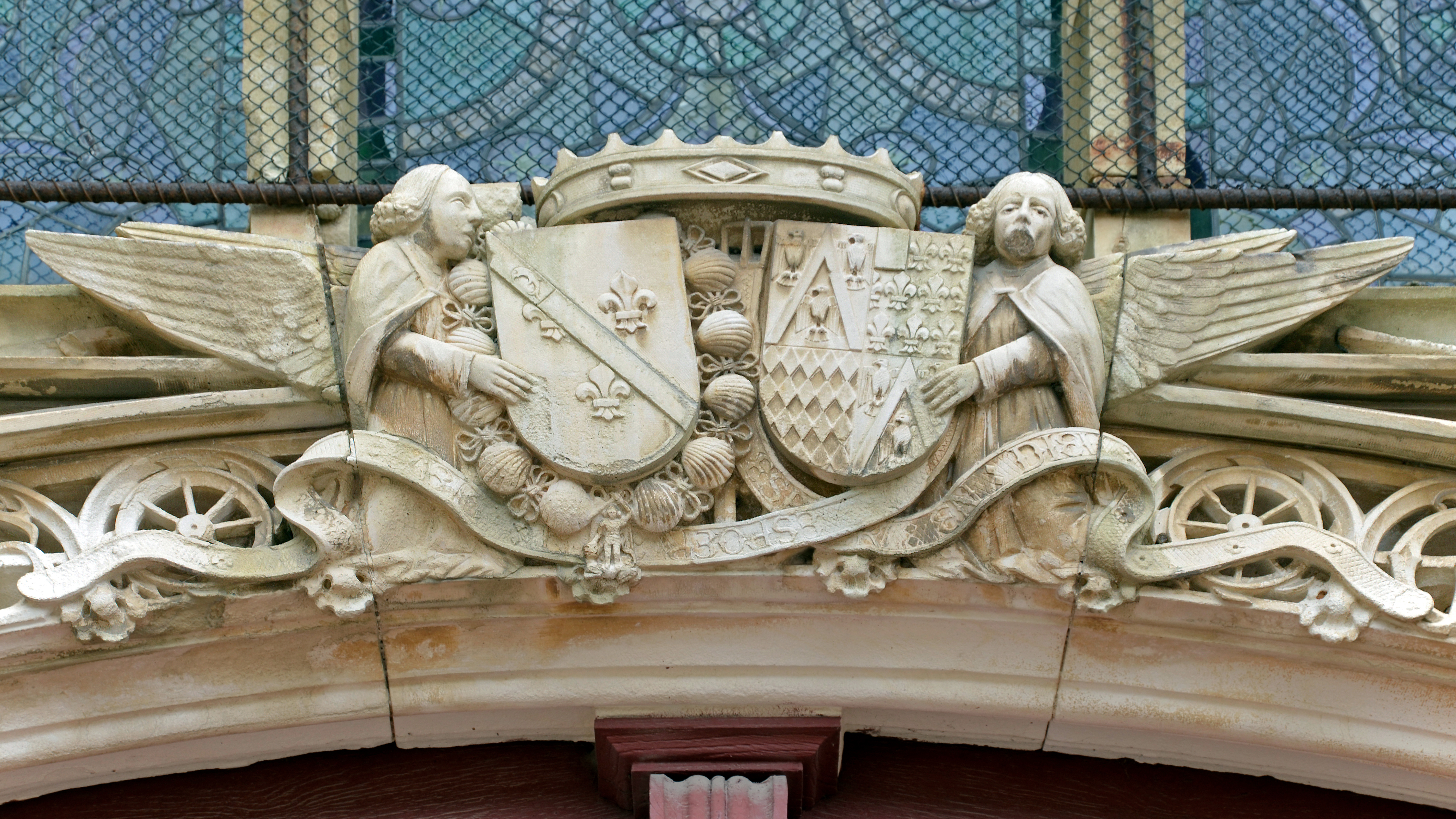
Les armoiries de Louis II de La Trémoille et Gabrielle de Bourbon[note 3].
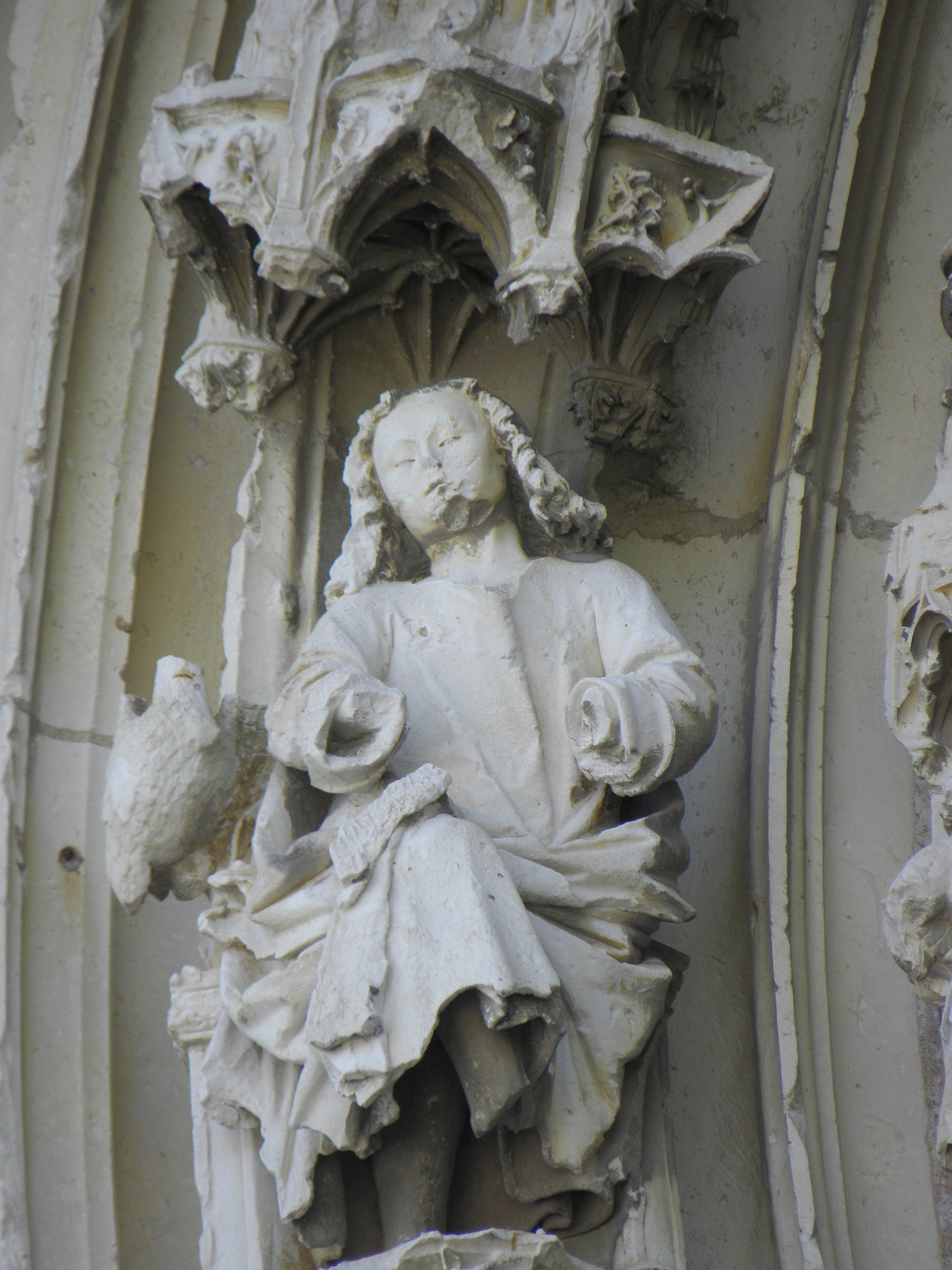
Détail de la baie surmontant le portail de la chapelle.